# Nolana flaccida
Nolana flaccida är en potatisväxtart som först beskrevs av R. Phil., och fick sitt nu gällande namn av Ivan Murray Johnston. Nolana flaccida ingår i släktet cymbalblommor, och familjen potatisväxter. Inga underarter finns listade i Catalogue of Life.